# 中紡集團
中國中紡集團公司，簡稱中國中紡集團，以及中紡集團（英語：Chinatex Corporation），在1951年由當時中央貿易部設立前身為「中国蚕丝公司」。
董事長為赵博雅，總裁為栾日成。業務於全球經營纺织原料、纺织品贸易及生产、油料贸易与实业，總部位於中国北京建国门内大街19号中纺大厦。
於2012年4月，中紡集團以5.11億港元收購福田實業，收購價為1.25港元，2012年6月通過收購事項。同年销售额到达 80亿人民币。
2016年7月15日，中纺集团整体并入中粮集团，成为其全资子企业，不再作为国资委直管企业。

## 連結
- ChinaTex.com（页面存档备份，存于）